# Университет Святейшего Сердца
Университет Святейшего Сердца (англ. Sacred  Heart University) — католический университет, расположенный в городе Фэрфилд (штат Коннектикут, США). Основан в 1963 году епископом Бриджпорта Уолтером Уильямом Кертисом. Это второй по количеству студентов католический университет в Новой Англии после Бостонского колледжа.

## Структура университета
- Колледж искусств и наук
- Школа бизнеса имени Джека Уэлча
- Колледж медицинских работников
- Педагогический колледж имени Изабелы Фаррингтон
- Университетский колледж

## Известные выпускники
- Кевин Нилон — американский стендап-комик, актёр кино, телевидения и озвучивания, сценарист.
- Лидия Хёрст — американская актриса, модель, блогер и наследница части состояния медиаконгломерата.
- Грег Хэберни[1] — американский художник, дизайнер, фотограф, актёр, сценарист, режиссёр.
- Джастин Дэнфорт — канадский хоккеист, чемпион мира.